# Infant de Portugal
 (juillet 2017).
Si vous disposez d'ouvrages ou d'articles de référence ou si vous connaissez des sites web de qualité traitant du thème abordé ici, merci de compléter l'article en donnant les références utiles à sa vérifiabilité et en les liant à la section « Notes et références ».

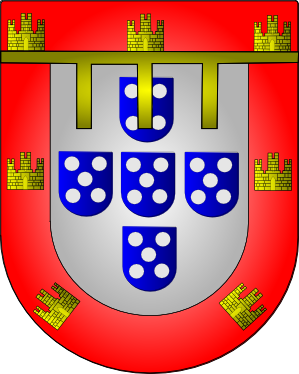
Armoiries des Infants de Portugal.

Infant de Portugal est le titre des enfants légitimes du monarque du Portugal. 
Le titre d’infant ou d’infante de Portugal (infante et infanta de Portugal en portugais) est accordé à tous les enfants et à tous les petits-enfants en lignée masculine du souverain portugais seulement après le XIIIe siècle. Avant cela, les princes et les princesses de la maison royale portugaise de Bourgogne étaient titrés roi et reine comme leurs parents, à la différence que le roi leur père était titré roi de Portugal, ou le roi, tout court, et eux se signaient reine Thérèse de Portugal, roi Alphonse de Portugal, etc., suivant en cela la coutume germanique héritée des rois suèves encore d’usage de nos jours chez les titres en langue allemande.[réf. nécessaire]
À remarquer que les princesses portugaises étaient elles aussi héritières de la couronne portugaise à défaut de frère mâle, et signaient les documents en cette qualité de reine (pour fille de roi) à côté du roi leur père, de la reine, et des rois leurs frères. Pour cette raison, elles étaient mariées à des souverains étrangers que quand la succession mâle de la couronne était déjà assurée. Le mot infante était porté indifféremment par les princes et les princesses, c’est que très tard que s'est produite la féminisation du titre pour les princesses, infanta.[réf. nécessaire]

## Princes de Portugal
Avec Alphonse V de Portugal, le titre de prince, ou de princesse tout court, est donné en exclusivité aux princes héritiers de la Couronne en ligne directe. Si l'héritier ou l'héritière du roi régnant étaient leur frère ou leur sœur, il n'avait alors droit qu'au titre d'infant, et la succession devait en ce cas-là être ratifiée par les États du royaume assemblés. Le premier prince de Portugal fut le futur Jean II de Portugal, premier souverain absolu du Portugal, qui inaugura l'Âge moderne et reste dans l'Histoire appelé le Prince parfait (Príncipe Perfeito). Sa sœur, sainte Jeanne Princesse (Santa Joana Princesa) fut déclarée héritière du royaume, et prit le titre de princesse, avant de refuser toutes offres de mariage, et de choisir le chemin de la sainteté comme fondatrice du couvent d'Aveiro, où elle devient nonne.

## Princes du Brésil et ducs de Bragance
À l'avènement de Jean IV de Portugal, en 1640, fut donné au prince héritier, dom Teodósio, le titre de prince du Brésil, tout comme le titre de duc de Bragance et les biens de la maison de Bragance qui avaient été apanage de son père avant la révolution qui le porta sur le trône des Habsbourg. Les autres princes resteraient infants, sauf s'ils se mariaient avec la princesse héritière ou s'ils prenaient le titre de prince eux aussi. Le titre et les biens de la maison de Bragance sont donc devenus exclusifs du prince héritier, qui les cédait en montant sur le trône. Cette séparation physique entre la maison royale et la maison ducale fait que le prince héritier du Portugal, après la fin de la monarchie, tout comme les prétendants au trône portugais, portent le titre de duc de Bragance.

## Prince royal et prince de Beira
Avec l'avènement de Jean V de Portugal, au prince héritier, aîné du prince du Brésil héritier, fut conféré pour toujours le titre de prince de Beira (Príncipe de Beira). Avec l'élévation de la principauté du Brésil au rang de royaume du Brésil, en 1815, l'héritier pris le titre de prince royal du Royaume uni de Portugal, du Brésil et de l'Algarve (l'Algarve étant le royaume européen de ce nom, le Maroc portugais appelé Algarve d'outre-mer, et les colonies africaines et asiatiques). L'aîné du prince royal (Príncipe Real), titre qui resta en usage jusqu'en 1910, resta titré prince de Beira. Le royaume du Brésil eut ses infants, jusqu'à la proclamation de l'Empire, ou tous les Bragança brésiliens furent titrés princes, et l'héritier de la couronne, prince impérial. Ainsi, Marie II de Portugal, née princesse de Beira, devint infante à la naissance de son frère, Pierre II, puis princesse du Brésil à l'indépendance, puis titrée princesse de Grão-Pará comme héritière en second du Brésil, pour finalement devenir reine de Portugal à la fin de la guerre civile portugaise. 

## Ducs de Bragance et princes de Beira
Actuellement un des prétendants à la couronne portugaise déchue, dom Duarte de Bragance, qui serait pour ses partisans le « prince royal de Portugal », porte le titre de courtoisie de « duc de Bragance » (qui était celui de l'héritier), et son héritier, dom Afonso de Bragance, celui de « prince de Beira » (altesse royale). Ses frères, le « duc de Viseu » et le « duc de Coimbra » et ses deux autres enfants, dona Maria Francisca et le « duc de Porto », portent eux le titre de courtoisie d'« infants de Portugal » (altesses).

## Le prédicat honorifique des infants de Portugal
Les infants de Portugal portaient le qualificatif d'altesse sérénissime ou simplement d'altesse. Le qualificatif d'altesse royale était réservé aux princes et aux princesses de Portugal, fils et filles du souverain, seuls héritiers de la Couronne. Il est actuellement porté à titre de courtoisie, par le « duc de Bragance », « chef de la Maison royale portugaise », par son épouse, et par leur fils, le « prince de Beira ».

## Infants portugais célèbres
- L'un des personnages les plus connus de l'histoire portugaise est l’infant Henri de Portugal, duc de Viseu, administrateur de l'ordre du Christ, dit Henri le Navigateur, fils cadet de Jean Ier de Portugal.
- Sainte Jeanne Princesse († 1490), infante, puis princesse, puis à nouveau infante de Portugal en devenant tante, avant de devenir nonne dominicaine au merveilleux Couvent de Jésus qu'elle fonda à Aveiro :

« Chaque jour sa beauté acquérait de nouvelles grâces » dit la chronique, ce qui la fit maintes fois demander en mariage. « Elle s'appliquait à paraître telle que doit paraître une fille de roi. Mais bonne chrétienne, elle donna à Dieu la beauté de son âme et disparut dans l'humilité du monastère des moniales dominicaines à Aveiro. Elle y offrit alors ses souffrances à Dieu pour la rédemption des captifs. »
- Dom Fernando, infant de Portugal, dit le Saint Infant ((pt) Infante Santo).
- Alphonse, infant de Portugal, comte de Boulogne (France). Quand le clergé portugais détrôna son frère, et que le pape l'appela à Paris pour revenir au Portugal comme régent du royaume, il se refusa à consentir à ce que sa femme, la comtesse de Boulogne régnante, beaucoup plus âgée que lui, revienne avec lui. Elle vivante, il se remaria à une bâtarde du roi de León et Castille qui lui apporta en dot des droits sur l'Algarve qu'il venait de conquérir, terminant la Reconquête portugaise. Mathilde ne fut jamais reine comme elle le désirait si ardemment : arrivant impromptu à Lisbonne à l'insu de son mari, le régent la fit sortir du royaume sans même la recevoir.

## Titre de courtoisie
- Infant dom Miguel, duc de Viseu, né en 1946, est le frère cadet du duc de Bragance, célibataire. Il est le quatrième dans l'ordre de succession des droits de son frère le duc de Bragance, après sa nièce, dona Maria Francisca.
- Infante dona Maria Francisca, née en 1997, seule fille du duc de Bragance. Elle est la troisième dans l'ordre de succession des droits de son père, après son frère cadet, dom Dinis, duc de Porto.
- Infant dom Dinis, duc de Porto, né en 1999, puîné du duc de Bragance. Deuxième dans l'ordre de succession des droits de son père, après son frère aîné, dom Afonso, prince de Beira (qui, lui, ne serait pas infant de Portugal, mais prince de Portugal).